# ريغي جونسون
ريغي جونسون (بالإنجليزية: Reggie Johnson)‏ هو عازف جاز أمريكي، ولد في 13 ديسمبر 1940 في أوينسبورو في الولايات المتحدة.

## وصلات خارجية
- ريغي جونسون على موقع ميوزك برينز (الإنجليزية)
- ريغي جونسون على موقع أول ميوزيك (الإنجليزية)
- ريغي جونسون على موقع ديسكوغز (الإنجليزية)